# Le Beaucet
Le Beaucet ist eine französische Gemeinde mit 381 Einwohnern (Stand 1. Januar 2022) im Département Vaucluse in der Region Provence-Alpes-Côte d’Azur. Sie gehört zum Kanton Pernes-les-Fontaines im Arrondissement Carpentras.
Das Dorf mit seinen kleinen Gassen liegt auf steilen, von Höhlen durchzogenen Felsen. Das Zentrum von Beaucet ist ausschließlich Fußgängern vorbehalten. Le Beaucet ist ein typisch provenzalisches Bergdorf und wurde im Wesentlichen aus Trockenmauerwerk gebaut. Einige der in den Fels gebauten Häuser sind vom Haustyp her Troglodyten.
Die Gemeinde ist hauptsächlich nord-südlich ausgerichtet. Der höchste Punkt befindet sich im Süden auf den Monts de Vaucluse. Tiefste Stelle ist die Ebene um Saint-Didier im Norden.

## Lage
Die Gemeinde befindet sich ungefähr vier Kilometer südlich von Saint-Didier. Sie fügt sich an die westlichen Ausläufer der Monts de Vaucluse und befindet sich in der Nähe von La Roque-sur-Pernes, Pernes-les-Fontaines und Venasque. Im Süden liegen die Orte Saumane-de-Vaucluse, Fontaine-de-Vaucluse, Gordes und das Tal des Luberon. Das Gemeindegebiet gehört zum Regionalen Naturpark Mont-Ventoux.

## Einwohnerentwicklung
| Jahr      | 1962 | 1968 | 1975 | 1982 | 1990 | 1999 | 2008 | 2016 |
| --------- | ---- | ---- | ---- | ---- | ---- | ---- | ---- | ---- |
| Einwohner | 82   | 84   | 103  | 187  | 280  | 352  | 370  | 347  |

## Sehenswürdigkeiten
Im Ort:
- Schlossruinen aus dem 11. und 12. Jahrhundert
- Kirche Saint-Étienne aus dem 12. Jahrhundert, teilweise restauriert
- Zwei alte Befestigungstore (14. Jahrhundert) im Nord- und Südeingang des Dorfes
- Waschhaus und Trompe-l’œil, place Castel Loup
- Dorfmauer und Beobachtungsposten, porte Nord - Lou Barri
- Statue von Saint Gens

In der Umgebung:
- Borien am Weiler von Barbarenque.
- Kapelle im südöstlichen Ortsteil Saint Gens, Pilgerort mit Reliquienschrein des Saint Gens
- Heiliges Kreuz im Süden

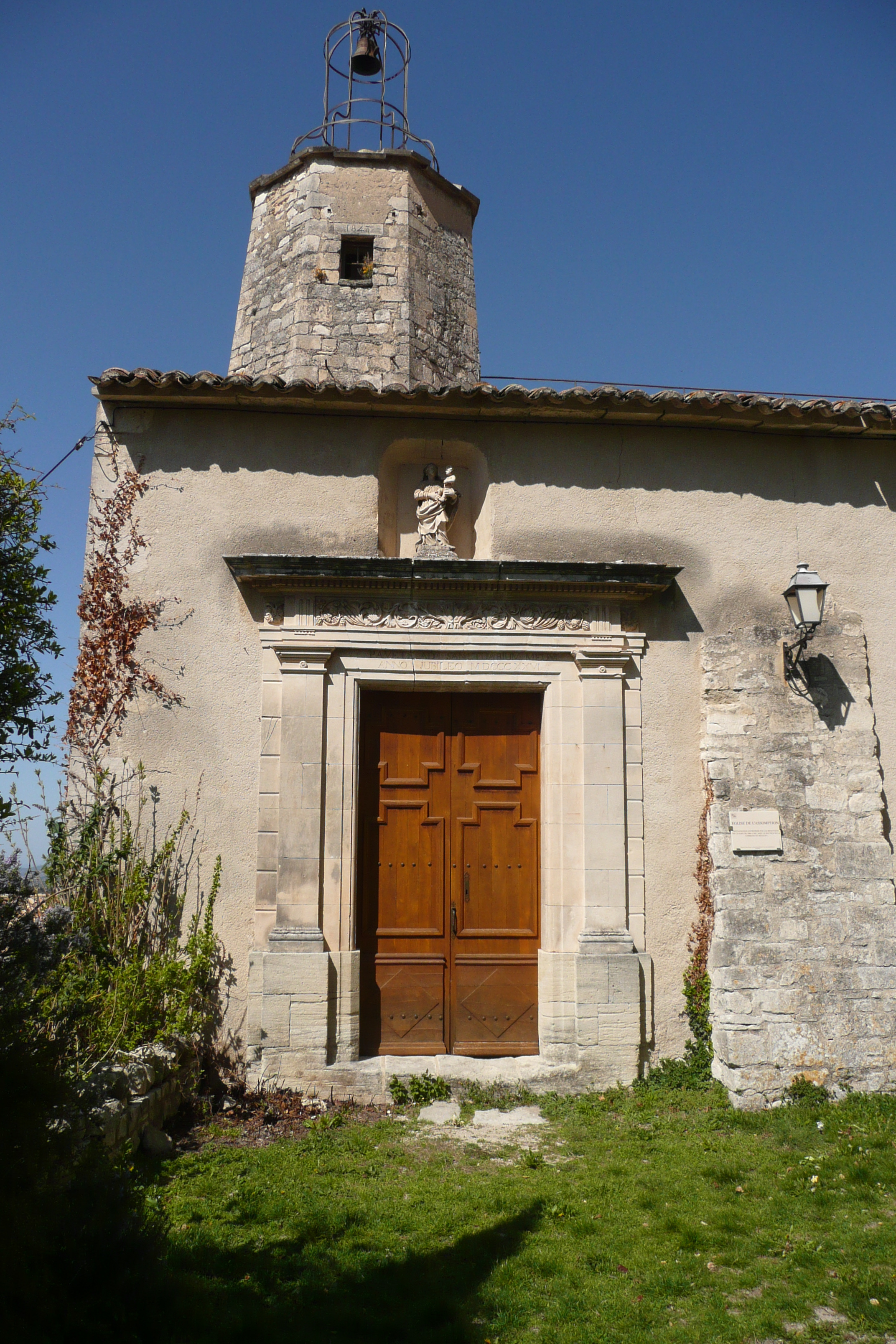
Kirche Mariä Himmelfahrt
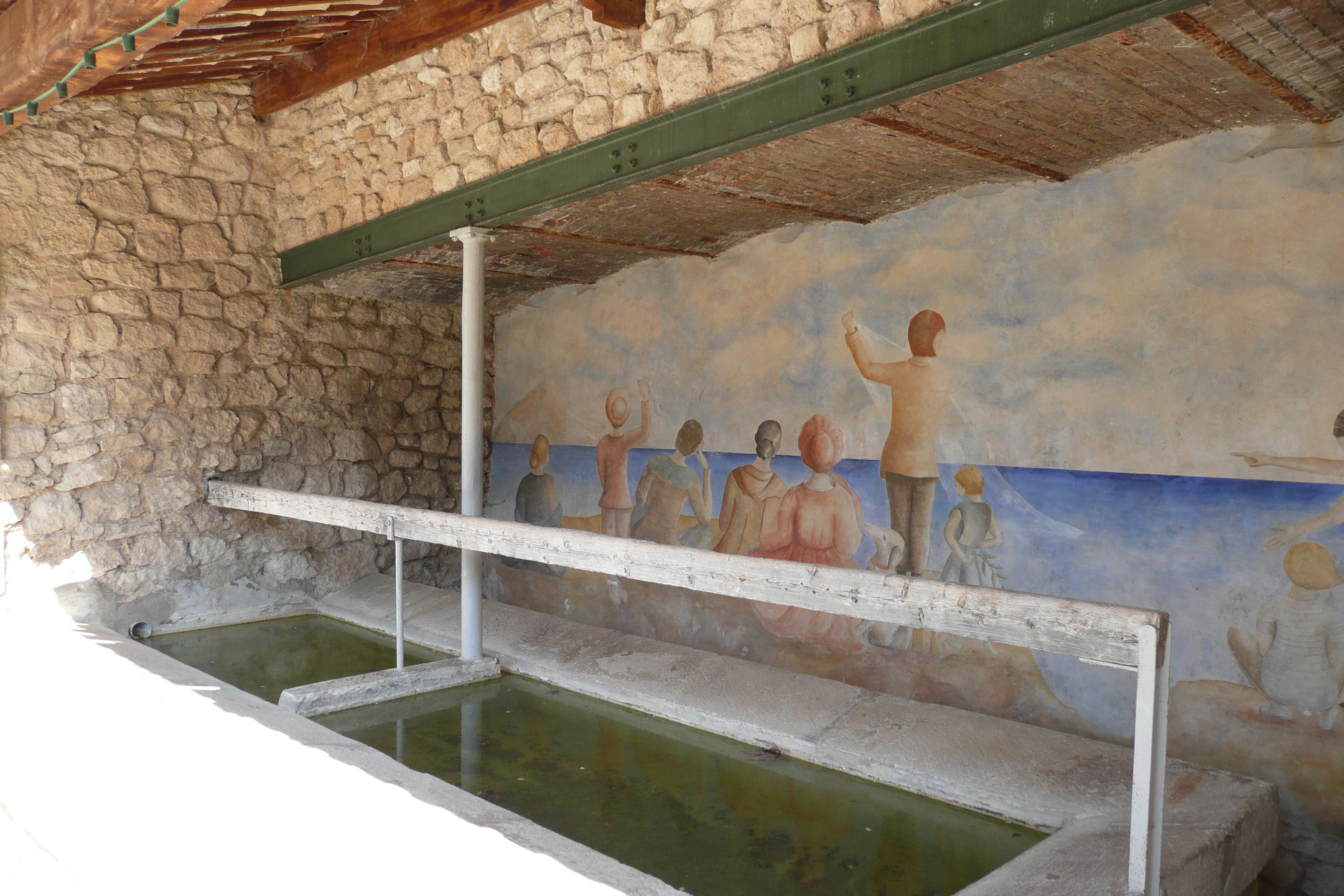
Waschhaus
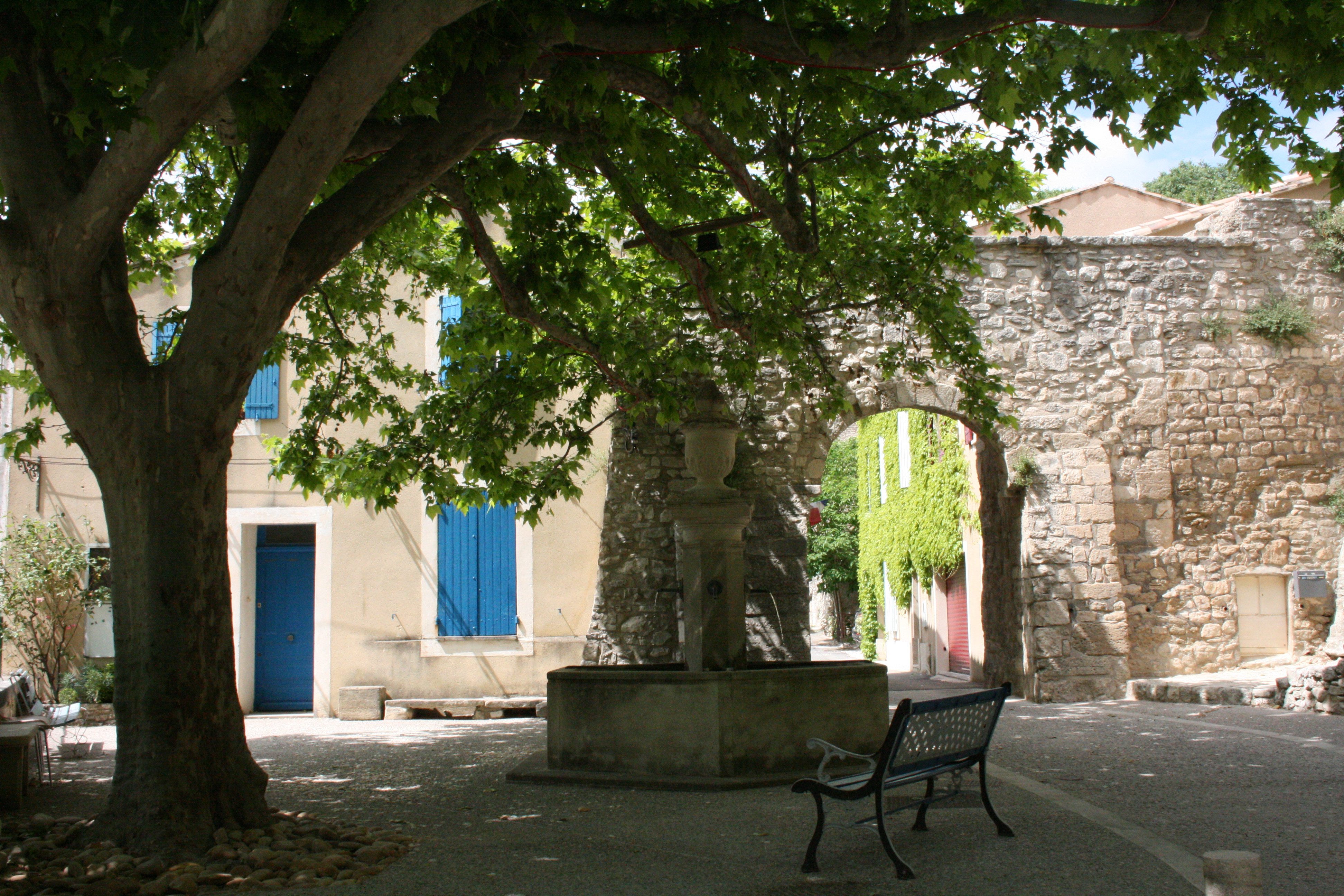
Springbrunnen und Dorftor
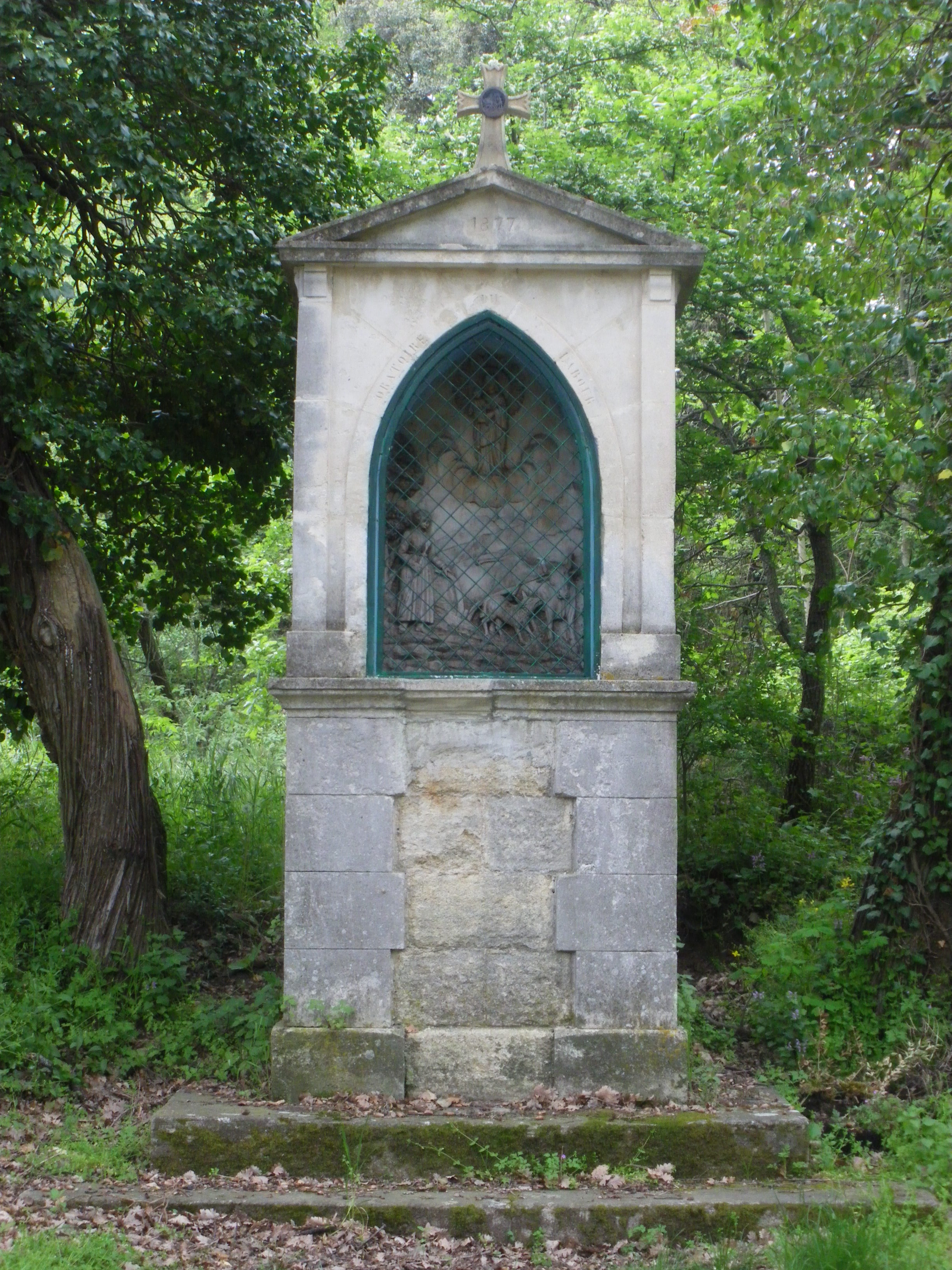
Feldoratorium für Saint Gens

## Persönlichkeiten
- Saint Gens (1104–1127), Eremit, Heiliger der katholischen Kirche